# NGC 5214
NGC 5214 este o galaxie activă situată în constelația Câinii de Vânătoare. A fost descoperită în 9 aprilie 1787 de către William Herschel.